# Euphorbia rauhii
Euphorbia rauhii är en törelväxtart som beskrevs av Haevermans och Jean-Noël Labat. Euphorbia rauhii ingår i släktet törlar, och familjen törelväxter. IUCN kategoriserar arten globalt som sårbar. Inga underarter finns listade i Catalogue of Life.